# 胡澧
胡澧（1459年—？），字百鍾，廣東韶州府英德縣民籍，南海縣人，明朝政治人物。

## 生平
成化十六年（1480年）庚子科廣東鄉試第七名舉人。弘治六年（1493年）中式癸丑科會試第一百九十三名，二甲第六十九名進士。

## 家族
曾祖胡稅寶；祖父胡顯；父胡山，母禢氏。永感下。兄清、澳、澈、匯。